# Sông Ba Lai
Sông Ba Lai là một con sông lớn tại tỉnh Bến Tre, là ranh giới tự nhiên giữa cù lao An Hóa và cù lao Bảo.

## Địa lý
Sông Ba Lai chảy trọn trong địa phận tỉnh Bến Tre, có chiều dài 55 km, là ranh giới tự nhiên giữa huyện Bình Đại với Giồng Trôm và Ba Tri, chảy từ ranh giới các xã Tân Phú và Phú Đức, huyện Châu Thành ra đến biển, cửa Ba Lai. Xưa kia, sông sâu và rộng, nhưng từ những thập kỷ đầu thế kỷ XX, do phù sa sông Cửu Long bồi lấy ngày một nhiều ở phía cồn Dơi (vàm Ba Lai, xã Phú Đức) nên dòng sông cạn dần, và ngày nay, đoạn trên của sông Ba Lai tách hẳn ra khỏi sông Mỹ Tho. Từ xã Phú Đức đến xã An Hóa (dài 17 km) dòng sông cạn và hẹp. Từ kênh An Hóa đi về phía biển, lòng sông được mở rộng từ 200 – 300 m, độ sâu từ 3 – 5 m. Nước từ sông Mỹ Tho qua kênh An Hóa, chảy mạnh vào sông Ba Lai làm hạn chế quá trình lắng đọng phù sa của đoạn sông này. Lúc kênh mới đào, chiều rộng chưa đầy 30 m, nhưng do dòng nước chảy xiết nên sông bị xói mòn nhanh và rộng dần ra cả trăm mét. Do nước chảy mạnh, dưới đáy sông lại có những cồn ngầm, cho nên vào mùa gió chướng thổi mạnh, mặt sông thường có sóng lớn, nước xoáy, gây nguy hiểm cho thuyền bè đi lại. Trên sông có các cồn như cồn Dơi, cồn Qui, cồn Bà Tam, cồn Thùng.
Sông Ba Lai vốn là một phân lưu trực tiếp của sông Tiền tại ranh giới 2 xã Phú Đức và Tân Phú, huyện Châu Thành, tỉnh Bến Tre; nhưng vào khoảng đầu thế kỷ XX dòng chảy từ sông Tiền đến địa phận xã An Hóa, huyện Châu Thành bị phù sa bồi đắp nên ngày càng nông và hẹp. Ngày nay, nguồn nước của sông Ba Lai chủ yếu từ sông Mỹ Tho sang qua kênh An Hóa. Bắt đầu từ vị trí ngã tư kênh An Hóa tại xã An Hóa, sông chảy về hướng đông nam đổ ra Biển Đông tại cửa Ba Lai, nằm giữa hai huyện Bình Đại và Ba Tri. Tuy nhiên, do dòng chảy của sông Ba Lai yếu nên không tống được phù sa dạt từ cửa Đại vào cửa Ba Lai. Từ đó cửa Ba Lai cũng bị phù sa bồi đắp và dòng chảy sông Ba Lai bị nghẽn ở đầu ra cửa biển. Do đó sông Ba Lai đang dần dần trở thành dòng sông "chết."

## Hiện tại
Hiện nay cửa sông Ba Lai bị lấp dòng bởi đập Ba Lai, và thay vào đó là cống Ba Lai. Cống đập Ba Lai có mục tiêu ngăn mặn, tạo nguồn ngọt, thau chua rửa phèn, cải tạo đất tự nhiên phía thượng nguồn, trong đó đất canh tác nông nghiệp, cung cấp nước sinh hoạt cho các huyện Bình Đại, Ba Tri, Giồng Trôm, Châu Thành và thị xã Bến Tre. Hệ thống cống đập này đặt tại khu vực xã Thạnh Trị (huyện Bình Đại) và xã Tân Xuân (huyện Ba Tri), được khởi công ngày 27 tháng 1 năm 2000, đưa vào sử dụng ngày 30 tháng 4 năm 2002. Đập Ba Lai dài 544 m. Cống Ba Lai gồm 10 cửa, khẩu độ 84 m, vận hành bằng van tự động 2 chiều.
Theo Sở Tài nguyên - Môi trường tỉnh Bến Tre, nước sông Ba Lai đang bị ô nhiễm ở mức độ nhẹ.
Tháng 4 năm 2010, hơn chục con cá sấu (nặng từ 4 – 18 kg) đã được ngư dân bắt gần cống đập Ba Lai. Sự xuất hiện của hàng chục con cá sấu trên sông Ba Lai đang tạo nên nỗi lo cho người dân sống dọc tuyến sông này. Tháng 5 năm 2010, người ta lại thấy cá sấu xuất hiện trên tuyến sông này.